# Картофель дюшес
Картофель дюшес (фр. pommes de terre duchesse) — классический рецепт французской кухни, который упоминается в знаковых[уточнить] французских кулинарных книгах.
Состоит из картофельного пюре с яичным желтком и маслом, которое выжимается из кондитерского мешка или вручную формуется в различные формы, которые затем запекаются в духовке до золотистого цвета. Их обычно приправляют так же, как и картофельное пюре, например, солью, перцем и мускатным орехом.

## История
Первый известный рецепт этого блюда был опубликован в La Nouvelle Cuisinière Bourgeoise в 1746 году. Фраза à la duchesse стала названием во французской кухне для любого блюда, включающего смесь пюре из картофеля и яичного желтка. Рецепты картофеля дюшес были опубликованы в американских кулинарных книгах по крайней мере с 1878 года. В своей кулинарной книге 1896 года американский кулинар Фанни Фармер описала творческий потенциал картофеля дюшес: «Сформируйте, используя кондитерский мешок и трубку, массу в виде корзины, пирамиды, короны, листья, розы и т. д. Смажьте взбитым яйцом, разбавленным одной чайной ложкой воды, и приготовьте в горячей духовке». В 1902 году Бостонская кулинарная школа опубликовала в своём журнале рецепт картофеля дюшес. Французский автор кулинарной книги Огюст Эскофье описал картофель дюшес в своей знаменитой кулинарной книге Le guide culinaire, впервые опубликованной в 1903 году.
Во время Великой депрессии федеральное правительство США сотрудничало с десятком сельскохозяйственных агентств штатов с целью улучшения выращивания картофеля. Американское Бюро домоводства призвало потребителей попробовать менее распространённые картофельные блюда, такие как картофель дюшес. Вторая Мировая война привела к нехватке продуктов питания в США, особенно масла, мяса и консервов. В январе 1943 года первая леди Элеонора Рузвельт опубликовала меню для девяти семейных обедов, подаваемых в Белом доме. Один ужин включал мясной рулет и картошку дюшес. В 1949 году газета New York Times продвигала картофель дюшес с жареным цыплёнком или жареной рыбой как элегантную, но недорогую альтернативу говядине.
Картофель дюшес нередко подают на официальных государственных встречах.
В сентябре 1959 года президент США Дуайт Эйзенхауэр проводил встречу с советским лидером, первым секретарем партии Никитой Хрущёвым в Кэмп-Дэвиде. Обед включал в себя говяжьи рёбра и запечённого красного окуня. Картофель дюшес был среди гарниров. Когда шах Ирана Мохаммад Реза Пехлеви посетил Вашингтон в апреле 1962 года, он организовал в иранском посольстве ужин из шести блюд для президента Джона Ф. Кеннеди. Основным блюдом был фазан, картофель дюшес также был частью трапезы. В июне 1966 года король Саудовской Аравии Фейсал посетил Вашингтон, округ Колумбия. Президент Линдон Джонсон устроил государственный обед в Белом доме, и в меню было филе камбалы с миндалём, жареное филе и картофель дюшес.